# Pamulang Timur
Pamulang Timur is een bestuurslaag in het regentschap Tangerang Selatan van de provincie Banten, Indonesië. Pamulang Timur telt 32.399 inwoners (volkstelling 2010).